# Mikuláš Wentzely
Mikuláš František Xaver Wentzely, také Wentzeli, Wenizl či Vencelius (1643 ? – 1722 Praha) byl český skladatel chrámové hudby.

## Život
V letech 1688–1705 byl kapelníkem na kůru katedrály svatého Víta v Praze. Kromě toho vykonával funkci konsistorního kancelisty. Bydlel v domě „U zlaté koule“ na Loretánském náměstí. Dochovala se zpráva o tom, že se ujal čtyř chrámových zpěváčků s kázeňskými problémy. Vzal je k sobě na byt a slíbil, že je bude učit hudbě, dobrým mravům a zbožnosti.
Zemřel v roce 1722. Pohřben byl 19. října.

## Dílo
Jeho četné chrámové skladby měly značný úspěch a byly církevními institucemi oficiálně doporučeny k provádění. Tiskem vydal v roce 1699 sbírku chrámových skladeb pod názvem Flores verni, která obsahuje 5 mší, 1 requiem a 1 Salve Regina. Kromě toho se rukopisy jeho skladeb vyskytují v křížovnickém archivu a v arcibiskupském archivu v Kroměříži.